# Schilda (Brandenburg)
Schilda (niedersorbisch Šydłow) ist eine Gemeinde im Süden von Brandenburg im Landkreis Elbe-Elster.
Die Gemeinde gehört dem Amt Elsterland an. Verwaltungssitz des Amtes ist die Gemeinde Schönborn.

## Geographie
Die Gemeinde liegt in einem landwirtschaftlich geprägten Teil im äußersten Westen der historischen Niederlausitz. Sie wird von den Gemeinden Doberlug-Kirchhain, Tröbitz und Uebigau-Wahrenbrück umgeben.

## Geschichte
Schilda wurde im Jahr 1300 erstmals urkundlich erwähnt. Der Ort befand sich von Dezember 1300 bis 1335 im Besitz der von Ileburg. Im Jahre 1335 verkauften diese das Dorf dem Kloster Dobrilugk und Schilda wurde mit deutschen Siedlern besetzt. Bis 1541 blieb es in Besitz des Klosters. 1335 begann vom Kloster aus ein ergiebiger Weinbau und Kelterbetrieb. An das damalige Vorhandensein eines Weinbergs erinnert noch das „Kellerhaus“ am Wege von Schilda nach Langennaundorf. In der Folgezeit fielen die Weinpflanzungen weg und verschwanden im 19. Jahrhundert gänzlich.
Auch wenn der Ort wohl kaum das historische Schilda sein dürfte, offenbaren alte Überlieferungen die besondere Lebensweise der Leute. So sagt man, dass sie auf die unnütze Ausgabe von Fenstern auf der Kirchennordseite verzichteten. Um 1800 brachte der Raseneisenstein einen kleinen zusätzlichen Verdienst. Er wurde in das Eisenwerk Lauchhammer geliefert. Im April 1856 brannte der südlich der Kirche gelegene Teil des Dorfes komplett nieder.

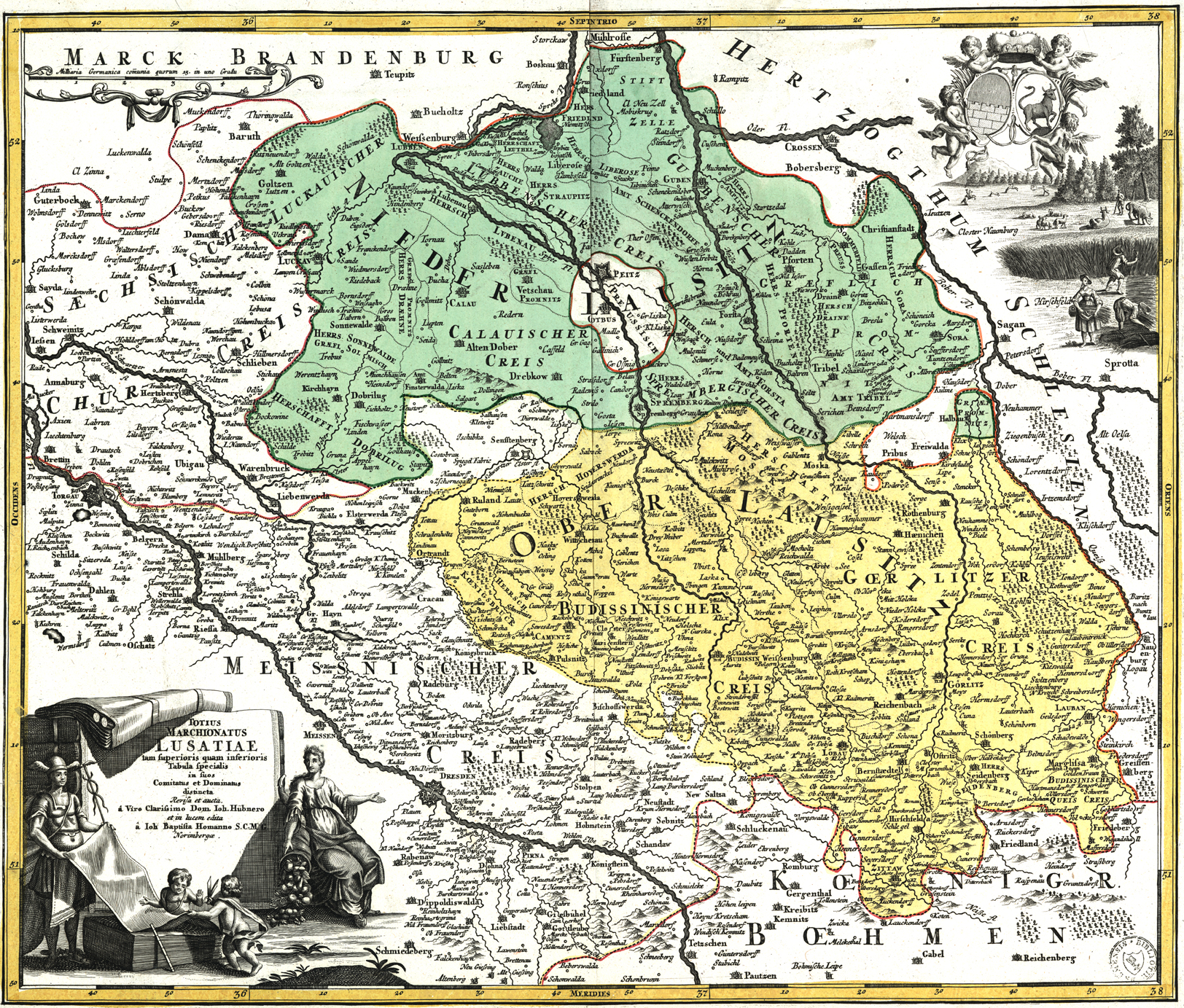
Schilda als Teil der Herrschaft Dobrilug als Schilde
Schilda auf einer geschichtlichen Karte des Kreises Liebenwerda (1910).

Auf dem Territorium der Gemeinde existierten in früheren Zeiten insgesamt drei Ziegeleien. Die Ziegelherstellung wurde in den vergangenen Jahrhunderten sehr arbeitsintensiv betrieben.
An der Bevölkerungsentwicklung von 1900 bis 1910 ist zu erkennen, dass die Braunkohleindustrie für viele Bewohner die Haupterwerbsquelle wurde. Eine Blütezeit erlebt die Kohleindustrie noch einmal nach 1945. Aus dem Braunkohlewerk wurde später ein Betrieb des Landmaschinenbaus. Einen großen Umbruch im Erwerbsleben der Bewohner brachte die politische Wende 1989. Die Arbeitgeber in der nahen Umgebung, wie der Landmaschinenbau und Brikettfabriken, waren nicht rentabel genug und wurden geschlossen.
Schilda gehörte seit 1816 zum Landkreis Luckau in der Provinz Brandenburg, von 1952 bis 1990 zum Kreis Finsterwalde im DDR-Bezirk Cottbus. Seit 1993 liegt die Gemeinde im brandenburgischen Landkreis Elbe-Elster.

## Bevölkerungsentwicklung
| Jahr | Einwohner |
| ---- | --------- |
| 1875 | 324       |
| 1890 | 387       |
| 1910 | 648       |
| 1925 | 703       |
| 1933 | 741       |
| 1939 | 815       |

| Jahr | Einwohner |
| ---- | --------- |
| 1946 | 932       |
| 1950 | 973       |
| 1964 | 833       |
| 1971 | 793       |
| 1981 | 758       |
| 1985 | 748       |

| Jahr | Einwohner |
| ---- | --------- |
| 1990 | 723       |
| 1995 | 667       |
| 2000 | 629       |
| 2005 | 547       |
| 2010 | 490       |
| 2015 | 484       |

| Jahr | Einwohner |
| ---- | --------- |
| 2020 | 430       |
| 2021 | 424       |
| 2022 | 427       |
| 2023 | 431       |
| 2024 | 419       |

 Gebietsstand des jeweiligen Jahres, Einwohnerzahl: Stand 31. Dezember (ab 1991), ab 2011 auf Basis des Zensus 2011, ab 2022 auf Basis des Zensus 2022

## Politik

### Gemeindevertretung
Die Gemeindevertretung von Schilda besteht aus sieben Gemeindevertretern und dem ehrenamtlichen Bürgermeister. Die Kommunalwahl am 26. Mai 2019 führte zu folgendem Ergebnis:
| Wählergruppe                       | Stimmenanteil | Sitze |
| ---------------------------------- | ------------- | ----- |
| Wählergruppe Schilda               | 77,4 %        | 6     |
| Einzelbewerberin Kathleen Fröschke | 18,4 %        | 1     |
| Einzelbewerberin Anett Krusche     | 04,1 %        | –     |

Der Stimmenanteil von Kathleen Fröschke entspricht zwei Sitzen. Daher bleibt nach § 48 (6) des Brandenburgischen Kommunalwahlgesetzes ein Sitz in der Gemeindevertretung unbesetzt.

### Bürgermeister
- 2001–2014: Diana Schmidt[8]
- 2014–2024: Lothar Benning (Wählergruppe Schilda)[9][10]
- seit 2024: Kathleen Fröschke

Da zur Wahl am 9.6.24 keine Kandidaten angetreten waren, wählte die Gemeindevertretung auf ihrer konstituierenden Sitzung am 27.6.24 Kathleen Fröschke zur Bürgermeisterin.

## Wappen
Das Wappen wurde am 1. Juni 1994 genehmigt.
Blasonierung: „In Grün ein gehendes silbernes Pferd.“

## Sehenswürdigkeiten und Kultur
In der Liste der Baudenkmale in Schilda (Brandenburg) und in der Liste der Bodendenkmale in Schilda (Brandenburg) stehen die in der Denkmalliste des Landes Brandenburg eingetragenen Kulturdenkmäler.
Mehrere Orte, darunter auch Schilda, nehmen für sich in Anspruch, die Verhältnisse in ihrer Stadt seien die Vorlage für die Geschichten über die Schildbürger gewesen. Einen historischen Beweis für diese Verknüpfung gibt es jedoch nicht. Auch das ungewöhnlich erscheinende Fehlen von Fenstern in der Nordseite der Schildaer Kirche sollte keinen hinreichenden Beweis für das Schildbürgertum in Schilda darstellen.
Die Schildaer Dorfkirche (erbaut 1450) ist ein mittelalterliches Bauwerk mit rechteckigem Grundriss. Die Mauern sind aus Granitfindlingen und Raseneisenstein errichtet. Der fast quadratische Turm wurde später angebaut.
Aktive Vereine in Schilda sind der Jugendclub und die Freiwillige Feuerwehr mit ihren zahlreichen Veranstaltungen.

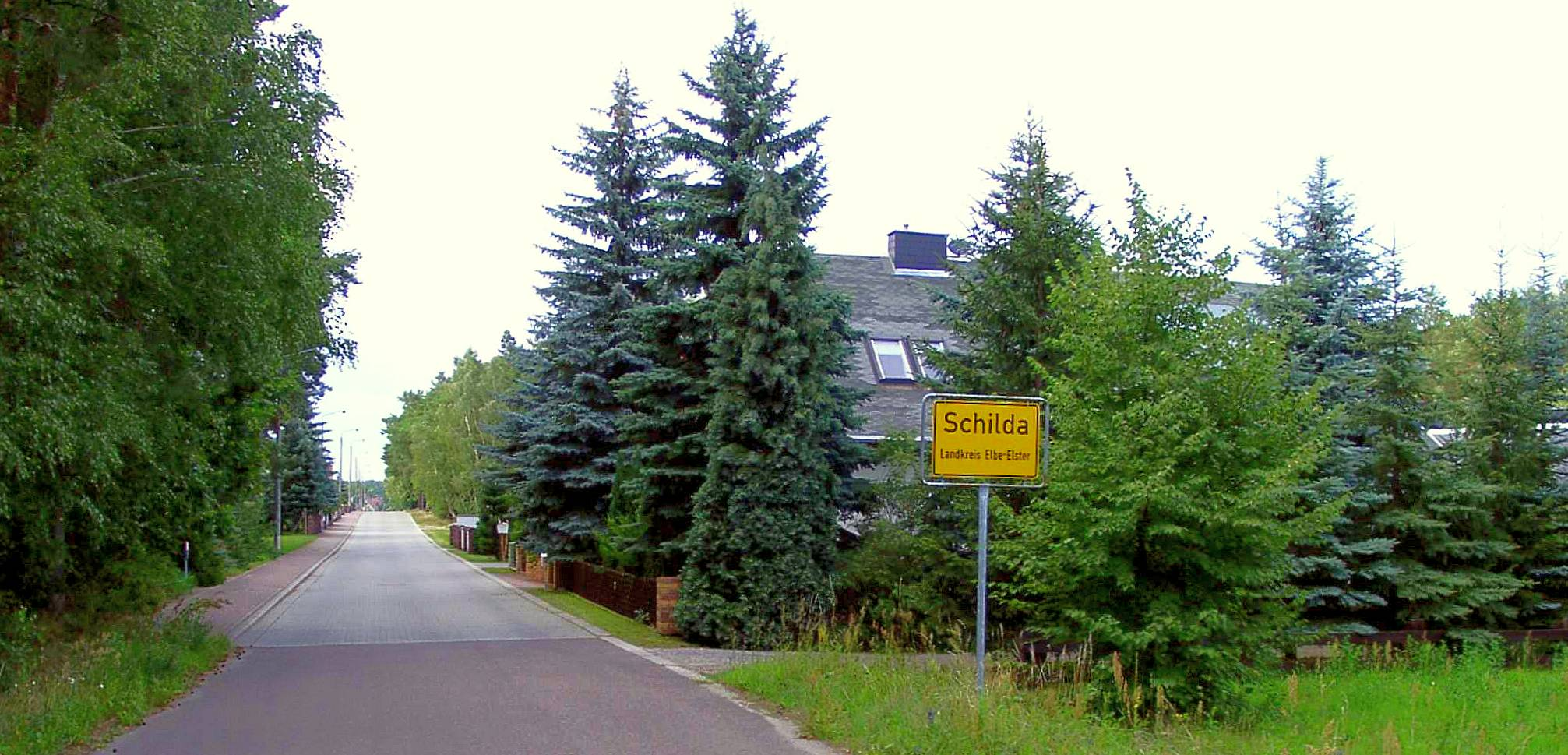
Ortseingang aus Richtung Wildgrube
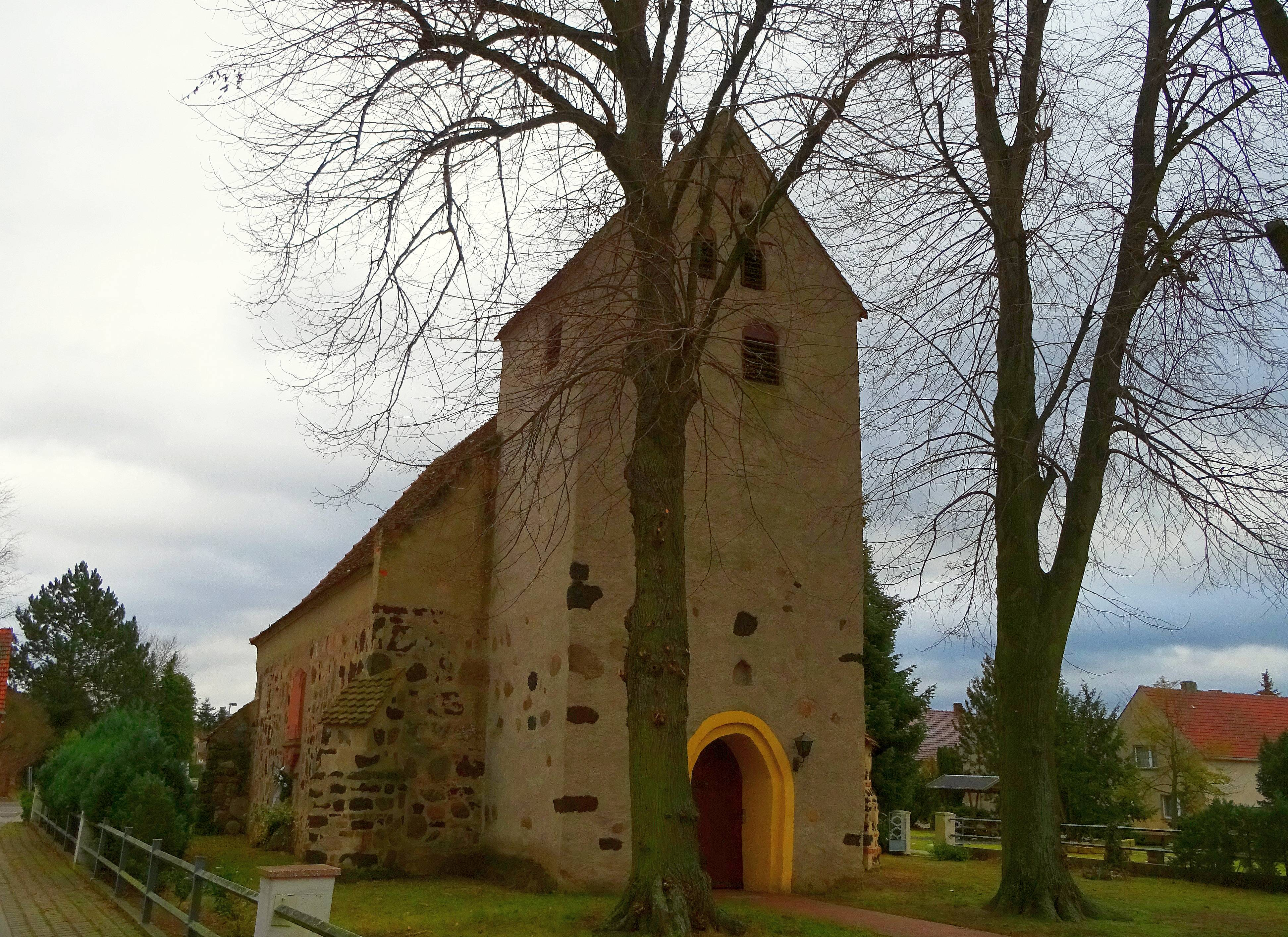
Dorfkirche Schilda
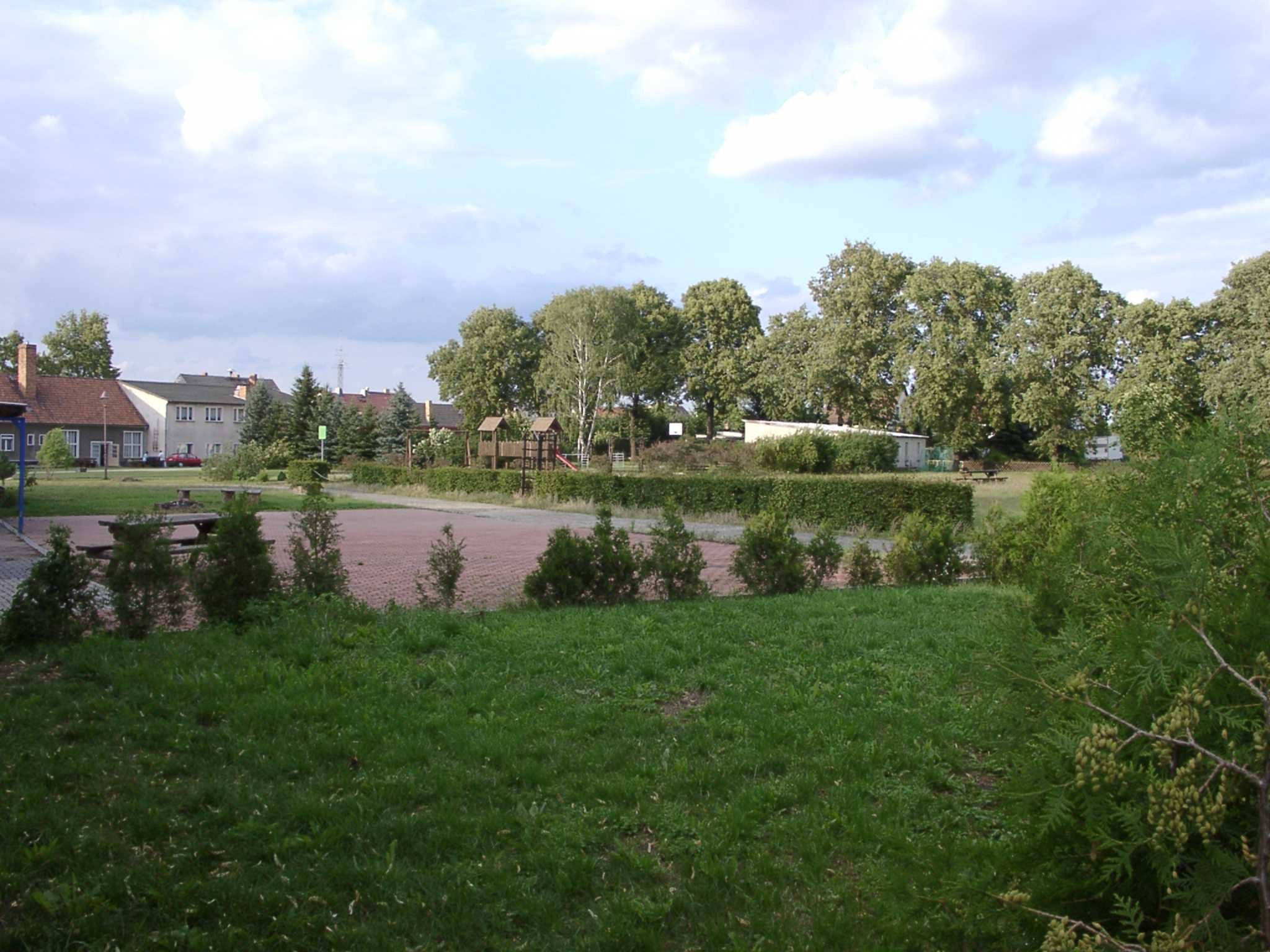
Festplatz
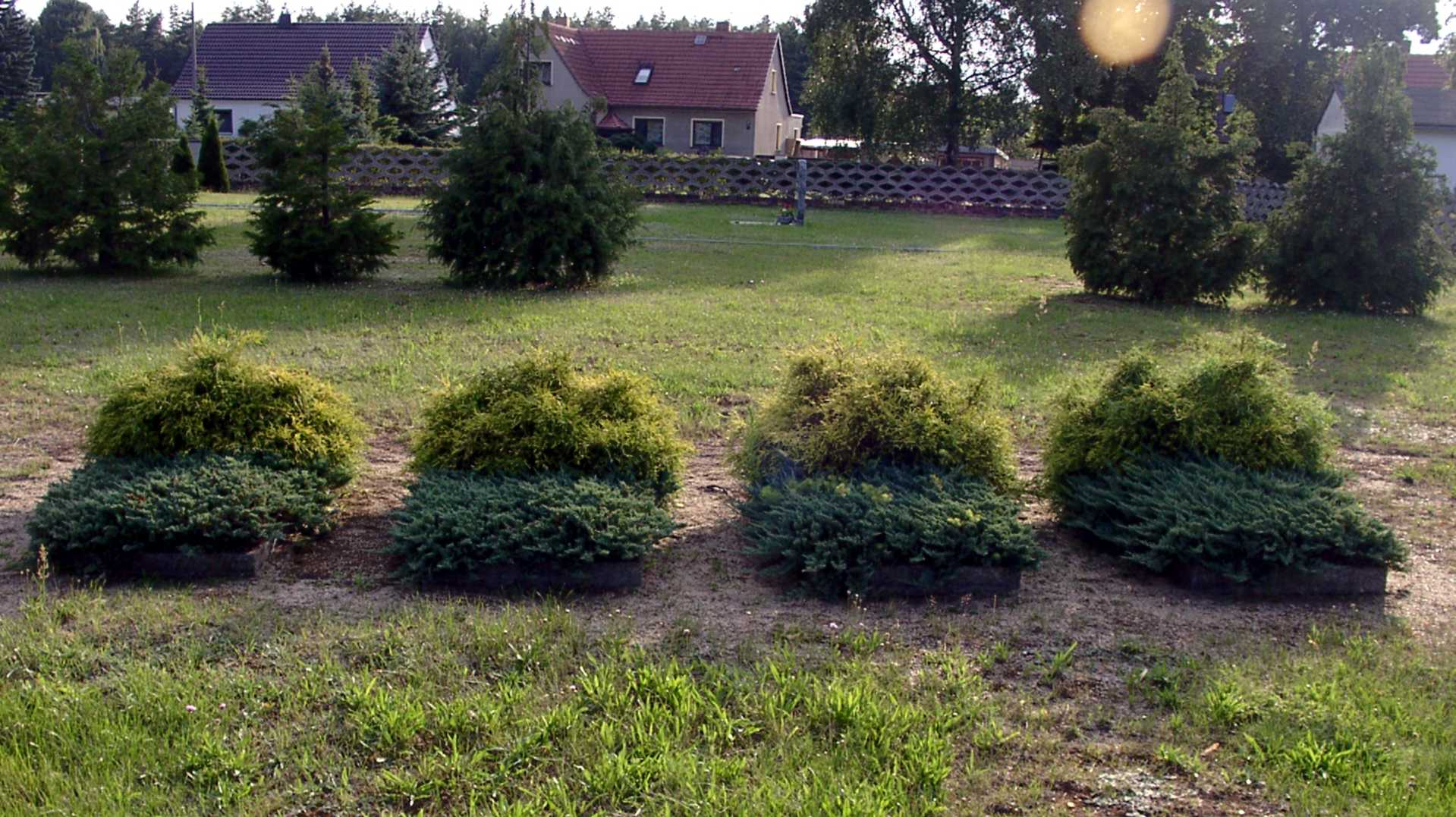
Gräber jüdischer Bürger, die den Verlorenen Zug nicht überlebten
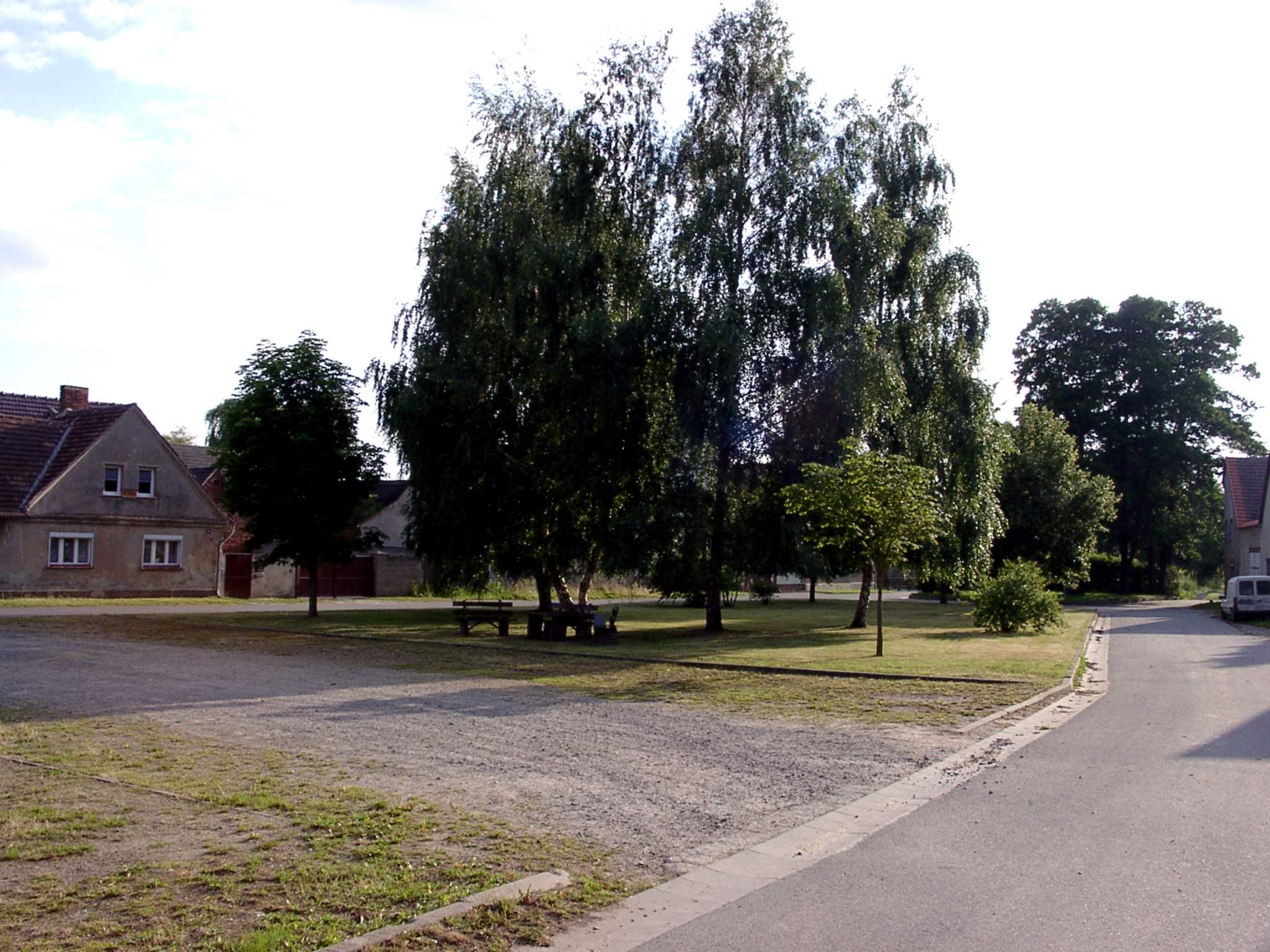
Dorfanger
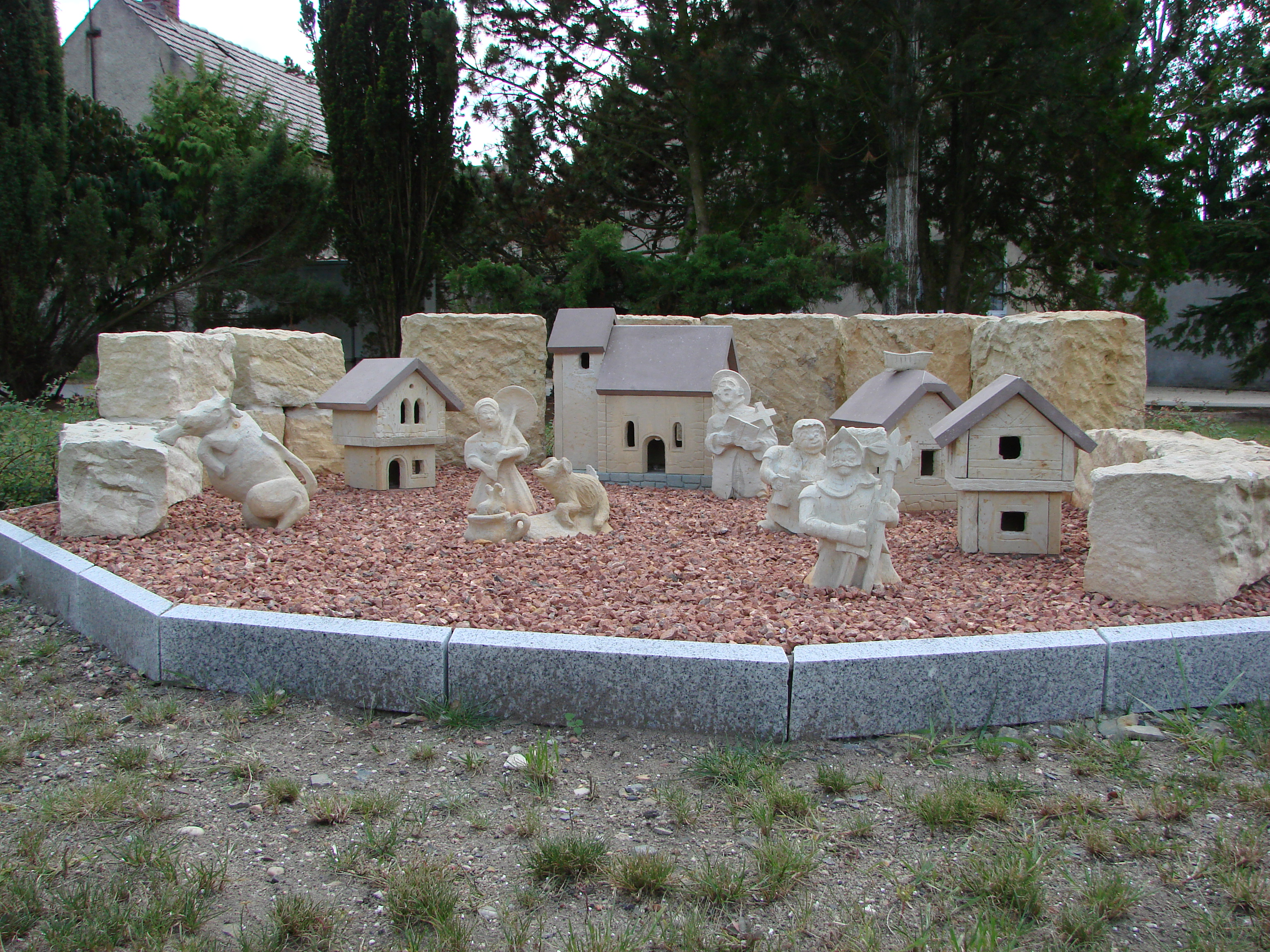
Die Kuh auf der Stadtmauer
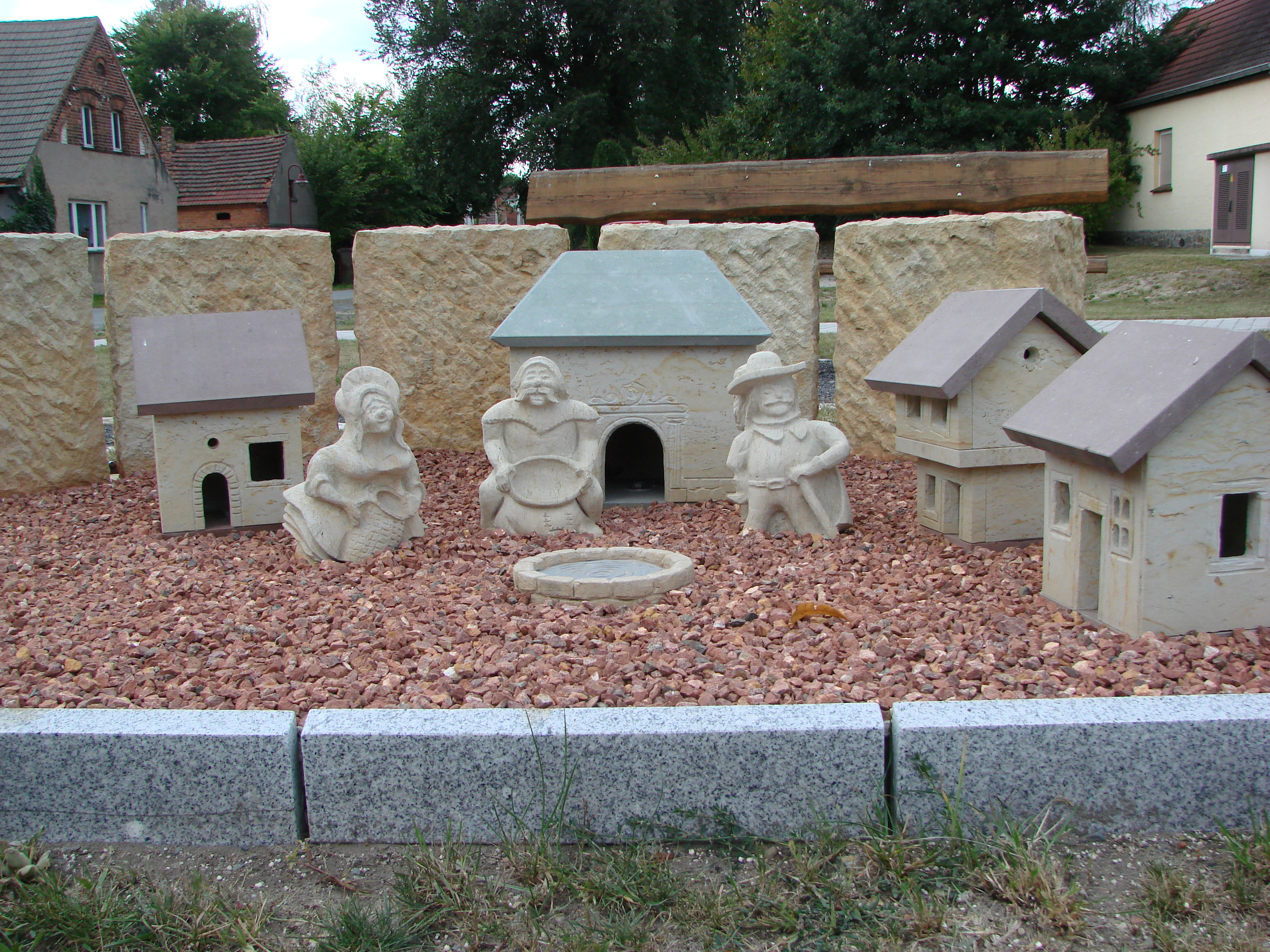
Schildbürger tragen das Licht in ihr neues Rathaus
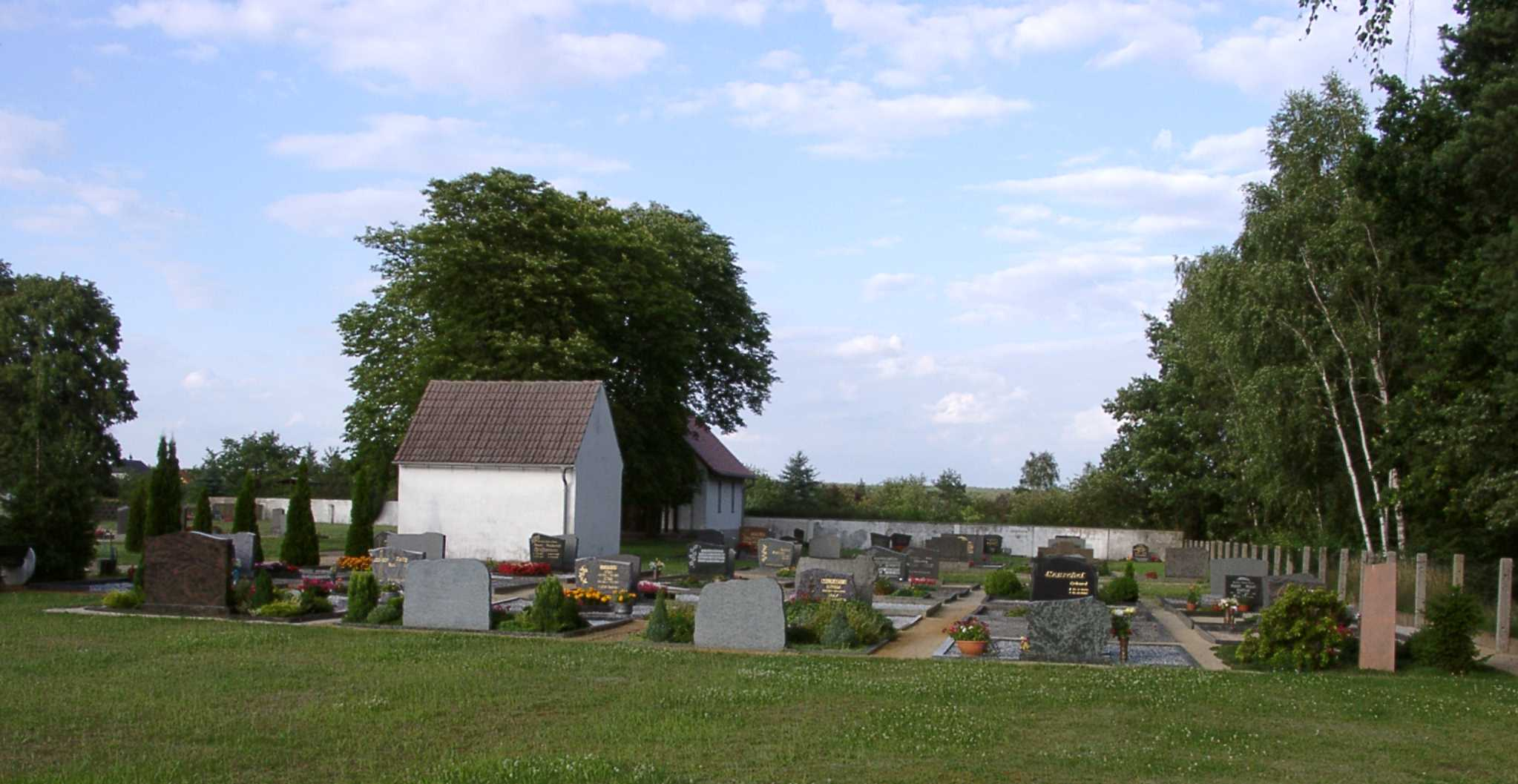
Friedhof

## Verkehr
Schilda liegt an der Landesstraße L 603 zwischen Drasdo und Tröbitz.

## Persönlichkeiten
Söhne und Töchter der Gemeinde
- Hans Waldmann (* 1928), DDR-Kombinatsdirektor
- Gitta Rost (* 1943), zweifache DDR-Meisterin im Badminton

Mit Schilda verbundene Persönlichkeiten
- Gerolf Seemann (* 1940), mehrfacher DDR-Meister im Badminton, lebte in Schilda
- Gottfried Seemann (* 1940), mehrfacher DDR-Meister im Badminton, lebt in Schilda
- Annemarie Seemann (* 1942), mehrfache DDR-Meisterin im Badminton, lebt in Schilda